# Калаит
Калаит (фр. Kalaït), ранее — Умм-Шалуба (фр. Oum-Chalouba) — город и подпрефектура в Чаде, административный центр департамента Мурча региона Западный Эннеди. 

## Географическое положение
Город находится в северо-восточной части Чада, на берегах вади Умм-Шалуба, на высоте 469 метров над уровнем моря.
Калаит расположен на расстоянии приблизительно746 километров к северо-востоку от столицы страны Нджамены.

## Климат
Климат города характеризуется как аридный жаркий (BWh в классификации климатов Кёппена). Среднегодовая температура воздуха составляет 28,9 °C. Средняя температура самого холодного месяца (января) составляет 23,2 °С, самого жаркого месяца (июня) — 32,8 °С. Расчётная многолетняя норма осадков — 118 мм. В течение года количество осадков распределено неравномерно, основная их масса выпадает в период с мая по октябрь. Наибольшее количество осадков выпадает в августе (63 мм).

## Население
По данным официальной переписи 2009 года численность населения Калаита составляла 21 313 человек (12 050 мужчин и 9263 женщины). Дети в возрасте до 15 лет составляли 48 % от общего количества жителей супрефектуры.